# Zkouška (opera)
Zkouška (v německém originále Die Prüfung), v literatuře uváděno též jako Robert aneb Zkouška (Robert oder Die Prüfung), Pachtýř (Der Pächter) nebo Pachtýř Valentiae (Der Pächter Valentiae) je opera (singspiel) o dvou dějstvích českého skladatele Vojtěcha Jírovce na libreto Franze Xavera Hubera. Premiéru opery uvedlo 15. července 1813 vídeňské Divadlo u Korutanské brány (Theater am Kärntnertor).

## Vznik, charakteristika a historie
Opera ve formě zpěvohry (singspielu) Zkouška je jednou z prací, které napsal Vojtěch Jírovec v době svého působení jako kapelník dvorních divadel ve Vídni (1804–1827). Patří mezi dvouaktové, polovečerní zpěvohry, které v Jírovcově tvorbě zastupují ještě opery Emerike aneb Pokárání (1807) a Oční lékař (1809).
Ohledně této opery panuje řada nejasností, počínaje jejím názvem. Na divadelních vývěskách a v dobových tiskových zprávách je tato opera uváděna jen jako Zkouška (Die Prüfung). V rukopisné verzi svého životopisu (o více než třicet let později) na ni Jírovec odkazuje jako „…die Oper Die Prüfung, oder der Pächter Valentiae“. V tištěné verzi se pak píše: „Opery, které měly větší ohlas, byly […], Helene; Pächter; Robert, oder die Prüfung […]“. Pod názvem Robert oder die Prüfung je na tomto základě tato opera uváděna i v literatuře. Podle muzikologa Williama E. Hettricka je především omylem předpoklad existence samostatné opery (Der) Pächter – mělo se jednat o podtitul opery Die Prüfung. Navíc podle seznamu osob i zpráv v tisku se v Jírovcově opeře nevyskytuje žádný „Robert“ (a zřejmě ani žádný „pachtýř“) – mohlo se jednat o záměnu s populárním singspielem Pächter Robert (v originále Marcelin) skladatele Louise-Sébastiena Lebruna, hraným ve Vídni přibližně ve stejné době.
Libreto ke Zkoušce napsal Franz Xaver Huber (1755–1814), známý nejprve především jako satirický spisovatel v duchu josefinského osvícenství, především proticírkevních spisů. To se však stalo po francouzské revoluci podezřelým a roku 1804 musel Huber jako Napoleonův opustit Rakousko a žít v exilu (v Mohuči). Od poloviny 90. let 18. století se také soustředil více na divadelní práce, včetně operních libret, jejichž uvádění v Rakousku na problémy nenaráželo. Mezi jeho nejznámější práce v této oblasti náleží libreto ke kouzelné opeře Petera von Wintera Přerušená oběť (Das unterbrochene Opferfest) a k Beethovenově oratoriu Kristus na hoře Olivetské (Christus am Oelberge). Text k Jírovcově Zkoušce byl jeho poslední větší prací. Jírovec prý zhudebnil tuto operu velmi rychle, za pět dnů (podobně jako Očního lékaře), což se však podepsalo na propracovanosti, vyrovnanosti i původnost hudební složky opery.

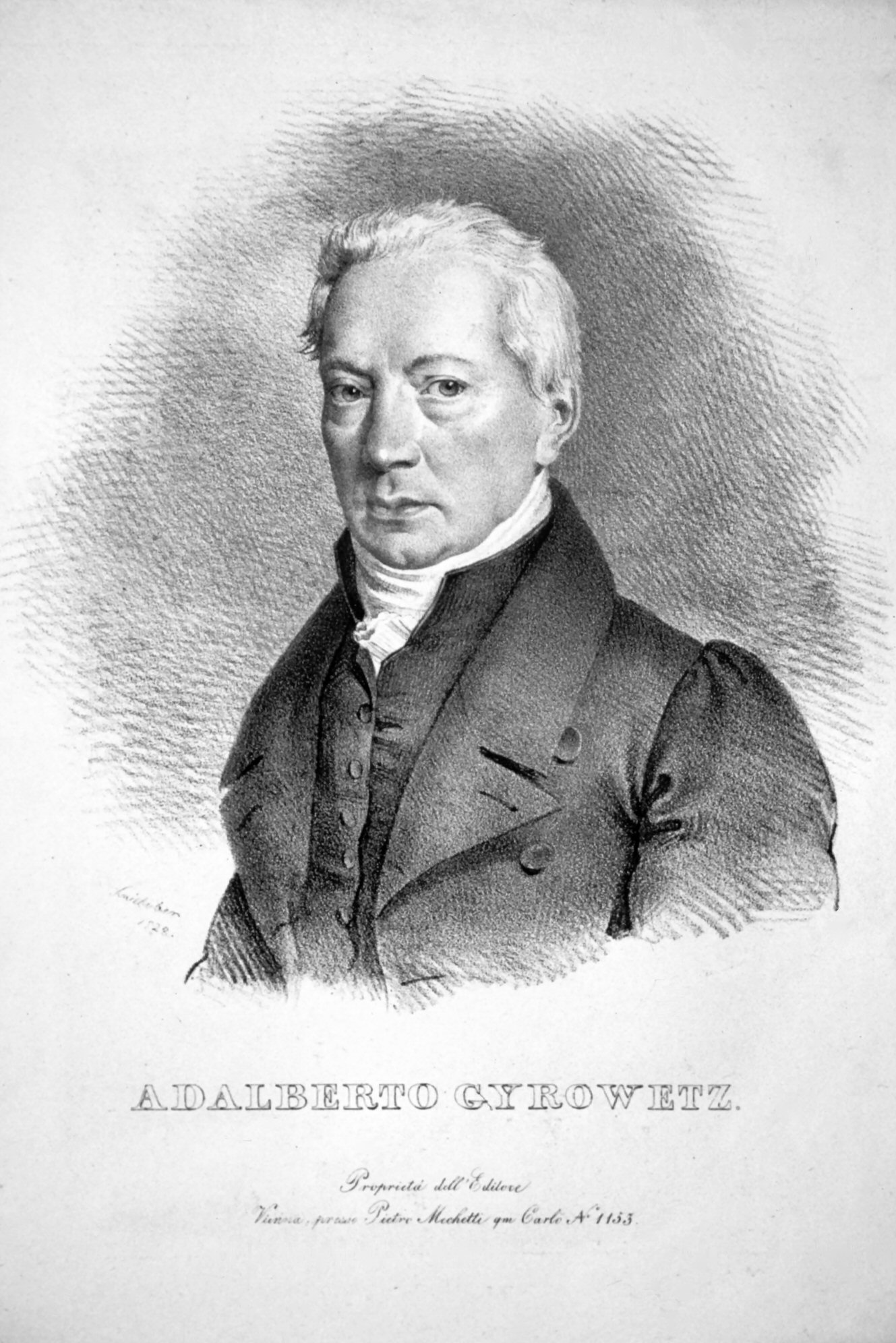
Vojtěch Jírovec, litografie Josefa Kriehubera z roku 1828

Jako u řady jiných Jírovcových prací bylo podle zpráv tisku kritizováno především libreto. Podrobně o díle informoval například vídeňský Theater-Zeitung: „Ve výše uvedeném operním textu máme před sebou velmi prostřední práci jistého básníka, od něhož jsme však měli právo očekávat něco lepšího. Jeho Zkouška je zkouška trpělivosti diváka […] Hrdinka kusu, zneuznaná a nešťastná, se trýzní v nesčetných scénách odříkání, aniž by bylo dostatečně ukázáno, jak upřímně to míní. […] Opeře [námět] neposkytuje téměř žádné přitažlivé situace, příhodné okamžiky, pokud už se vyskytnou, zůstávají nevyužity; tam, kde nejde o žádné vášně, se často začne zpívat, ať už důvodně nebo bezdůvodně, to byla zdá se spisovatelova poslední starost. […] Téměř soustavně vládne týž duch, jako v operách z doby před více než dvaceti lety, ve kterých árie a dueta nestvůrné délky unavovaly posluchače i zpěváky.“ Tento list však nešetřil pochvalami na skladatelův účet: „Člověk by myslel, že při těchto nedostatcích nemohl skladatel vyplodit nic dobrého; avšak jak příjemně je překvapen, když uslyší páně Jírovcovu nádhernou hudbu. Jeho šťastná dovednost vyobrazit tóny, co básník nedokázal slovy, mu i zde opět přišla na pomoc. Proto každý zpěvní kus dýchá citem, výrazem a životem a krásného, vroucného duetu v prvním dějství mezi Liebreichem a Nanettou se posluchači nemohlo nabažit. Publikum skladatele jednohlasně vyvolávalo a vyjádřilo mu několikrát pochvalu i během jeho výkonu v orchestřišti.“ Chváleno bylo rovněž nastudování, zejména výkony Antonie Laucherové (Nanetty) a Carla Weinmüllera (Liebreicha); zejména hlavní partie Nanetty byla prý velmi pečlivě uzpůsobena pěveckým a hereckým schopnostem Antonie Laucherové.
Výhrady k libretu sdílel časopis Wiener allgemeine musikalische Zeitung: „Tato dosti nemotorná látka je dialogizována jen velmi přízemně, hudební momenty […] jsou s několika výjimkami voleny velmi bezobsažně a zveršování je nanejvýš prostřední. Jaké nároky lze klást na skladatele, pokud musí zhudebňovat hádku děvečky s pacholkem, který si ji nechce vzít, protože je pro něj příliš otylá, nebo spor dvou starých pánů o to, zda se má člověk ženit mladý nebo starý? – Příhodné situace využil pan Jírovec o to šťastněji, že mají vesměs sentimentální obsah, v kterémžto oboru se mu, jak je známo, daří výtečně dosáhnout pravdivosti a vřelosti výrazu.“ Recenzent vyzvedával především rozsáhlý duet statkáře Liebreicha a jeho schovanky Nanetty, ve které jí zprvu vyčítá její domnělá provinění a vykazuje ji z domu, aby pak, pohnut její mírnosti a odevzdaností, váhal a sám ji utěšoval. Dále pozitivně hodnotí dvě árie (romance) Nanetty a druhé finále. Jiné části však považoval za „zčásti zcela bezvýznamné, zčásti málo výrazné“, k čemuž patřila i předehra, a zvláštního odsouzení se dočkala árie Nanettina milého Valentina v „zastaralém“ stylu árie da capo. Velmi podobně psal i časopis Allgemeine musikalische Zeitung vydávaný v Lipsku, který vyzvedl stejná místa partitury a rovněž kaceřoval libreto. „Jen milá a příjemná, občas i duši hluboce zasahující hudba a výtečný ansámbl jednajících postav přidržovaly básníkův slabý produkt.“ Časopis Der Sammler psal bez většího zájmu: „Tato opera vděčila to málo ovací, které sklidila, líbivé hudbě. Text je naprosto neusržitelný a nudný.“

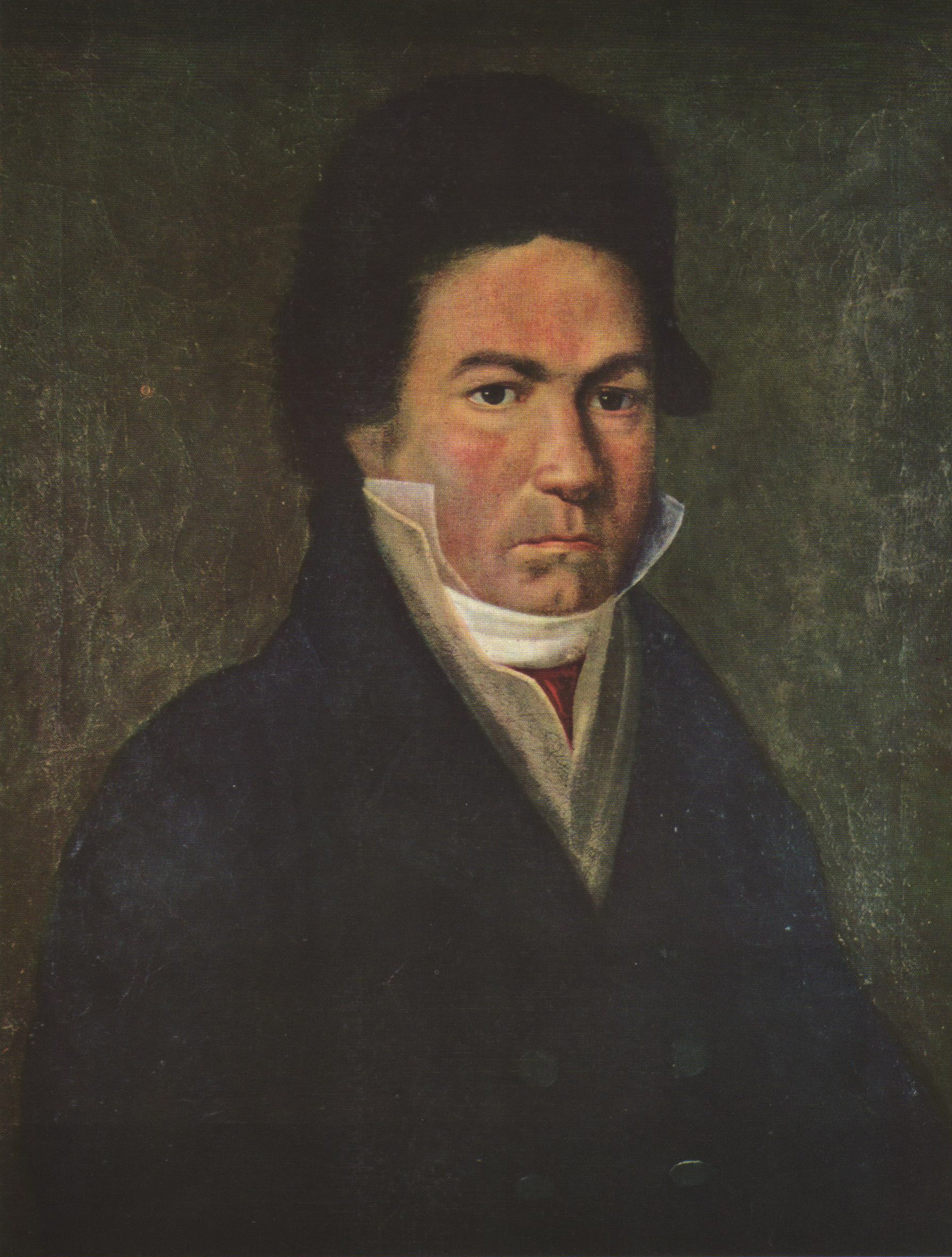
Ludwig van Beethoven podle Jírovcových pamětí navštívil každé představení Zkoušky. Obraz Christopha Heckela z roku 1815

V novodobé literatuře je tato opera připomínána zejména ve vztahu k Beethovenovu hodnocení. V roce 1813 se Beethoven v dopise režisérovi a dramatikovi císařských dvorních divadel ve Vídni Georgu Friedrichu Tretschkemu (1776–1842), vyjadřoval o Jírovcovi – již tehdy známému jako neústupný strážce klasického odkazu Mozarta a Haydna – s ironií: „…dnes jsem hovořil s vrchním basistou Rakouského císařství [tj. Carlem Weinmüllerem], který byl plný nadšení pro novou operu – Jírovce. Srdce mi plesalo nad novou uměleckou dráhou, kterou nám toto dílo otevře.“ Podle chronologie se muselo jednat právě o Zkoušku. Avšak následně Beethoven zřejmě svůj názor změnil, protože Jírovec ve svých pamětech vzpomíná, že „na tuto operu šel Beethoven vždy, když byla dávána, a vyjádřil Jírovci stiskem ruky, že se mu tato opera líbila více než všechny ostatní“. Tvořil však zřejmě mezi diváky spíše výjimku. V Divadle u Korutanské brány dosáhla Zkouška deseti představení (poslední 30. listopadu 1813), což nebyl katastrofální počet, ale také se to nedalo označit za úspěch. Žádné jiné divadlo tuto operu neuvedlo. Libreto a klavírní výtah vydalo nakladatelství K. K. Hoftheater Musik-Verlag.

## Osoby a první obsazení
| osoba                        | hlasový obor | premiéra (15. července 1813)                                |
| ---------------------------- | ------------ | ----------------------------------------------------------- |
| Liebreich, majitel statku    | bas          | Carl Friedrich Clemens Weinmüller                           |
| Valentin, jeho syn           | tenor        | Otto Mohrhardt                                              |
| Martha, vdova                | alt          | Marianna Clara Auenheim (vl. jm. Auernhammer, provd. Czega) |
| Nannette, její dcera         | soprán       | Antonia Juliana Laucher (pozd. von Nespern)                 |
| Schröpfer, chirurg           | tenor        | Carl Ignaz Anton Demmer                                     |
| Správce                      | bas          | Leopold Zeltner                                             |
| Advokát                      | tenor        | Anton Rösner                                                |
| Nadučitel                    | bas          | Ignaz Saal                                                  |
| Michel, Liebreichův pacholek | tenor        | Friedrich Heinrich Demmer                                   |
| Grete, Liebreichova děvečka  | soprán       | Karl                                                        |
| Sedlák                       | …            | Handl                                                       |
| Selka                        | …            | Kiker                                                       |
| Vesničané obojího pohlaví    |              |                                                             |
| Dirigent: Vojtěch Jírovec    |              |                                                             |
| Výprava: Anton Arrigoni      |              |                                                             |

## Děj opery

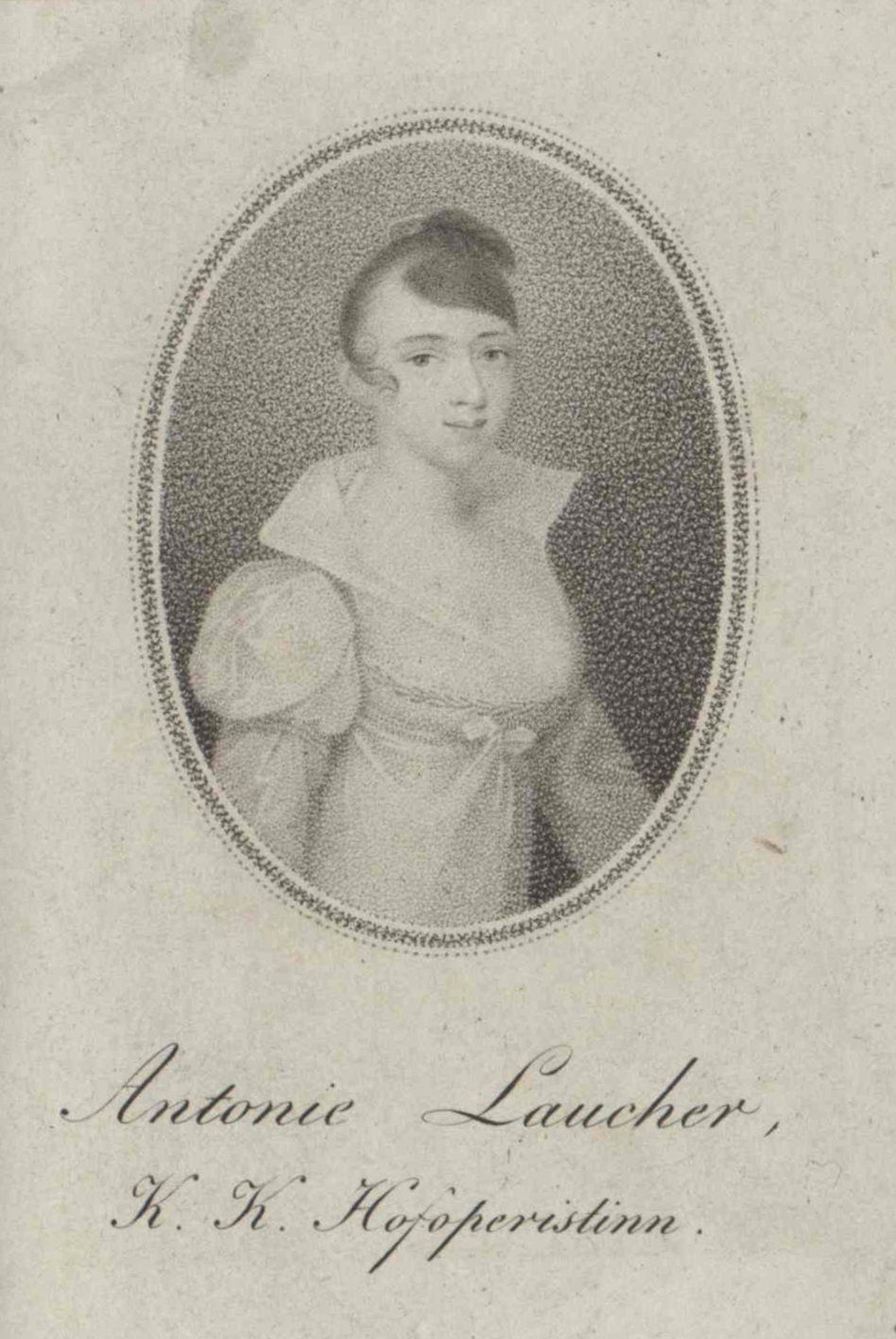
Antonia Laucherová, pro niž byla napsána role Nanette v opeře Zkouška

Liebreich, zámožný vesničan, se náhle rozhodne ze svého domu vyhodit chudé děvče Nanette, kterou do svého domu přijal jako domnělého sirotka a která se o něj, neduživého starce, dlouho starala s dětinskou péčí, protože mu je vyzrazen její milostný vztah s jeho synem Valentinem, kterého si přeje oženit s dcerou bohatého chirurga Schröpfera, a protože mu pomlouvačná děvečka Grete, která na Nanettu žárlí kvůli pacholkovi Michlovi, na ni donese, že z Liebreichovy spíže a sklepa soustavně tajně zásobuje jistou ubohou vdovu. Než ji však přenechá tomuto drsnému údělu, rozhodne se vyzkoušet její poctivost tím, že Michlovi svěří měšec s dukáty s pokynem, aby tvrdil Nanettě, že ho sám našel zakopaný na zahradě svého pána, a navrhnout jí, že si s ní tyto peníze rozdělí, pokud mu dá svou ruku. Na výsledku tohoto návrhu bude záviset její osud. Mezitím přišla zpráva, že Liebreich kvůli prohrané soudní při přišel o celé své jmění, ba hrozí mu větení. To je zkouškou pro jeho věrné služebníky, z nichž ho žádný v jeho neštěstí neopustí, a pro jeho přítele Schröpfera, který ihned vezme zpět svůj slib provdat svou dceru za Valentina. Brzy však přijde vysvětlení, že onen proces nebyl prohrán, nýbrž urovnán výhodným smírem. Ublížená Nanette tedy odměnou za mezitím úspěšně složenou zkoušku s měšcem (na Michlovu nabídku sňatku kývla jen se záměrem předat svou polovinu peněz Liebreichovi) a poté, co se ukáže, že to byla její matka, koho živila z ušetřených zbytků své večeře, obdrží ujištění, že její svazek bude naplněn, jen co se Valentin, nyní ve vojenské službě, vrátí po ukončeném polním tažení.